# 松前町立松前病院
松前町立松前病院（まつまえちょうりつまつまえびょういん、英:Matsumae Community Hospital）は、北海道松前郡松前町に所在する公立病院。

## 診療科
- 内科
- 小児科
- 外科
- 整形外科
- 眼科
- 耳鼻咽喉科
- リハビリテーション科
- 人工透析

## 組織
職員数 : 122人
（正職員 59人、非常勤・臨時職員 63人）
- 医師 - 6人（正職員 5人、非常勤 1人）
- 看護師等 - 70人（正職員 32人、臨時職員 38人）
- 透析室 - 1人（正職員 1人）
- 薬局 - 4人（正職員 1人、再任用 1人、臨時職員 2人）
- 放射線 - 3人（正職員 3人）
- 検査 - 4人（正職員 4人）
- リハビリ - 6人（正職員 3人、臨時職員 3人）
- 事務局 - 24人（正職員 8人、臨時職員 16人）
- 給食 - 1人（正職員 1人）
- 保育所 - 3人（臨時職員 3人）

2019年（平成31年）4月1日現在
委託職員 : 21人
- 事務当直 - 1人
- 警備員 - 4人
- ボイラー - 4人
- 清掃 - 4人
- 給食 - 8人

2019年（平成31年）4月1日現在

## 機関指定
- 救急告示病院
- 地域医療拠点病院
- 離島等特定地域病院
- へき地医療拠点病院
- へき地医療研修モデル病院

## 関連施設
- 松前町立江良診療所